# Glen Hardin
Glen Hardin (* 18. dubna 1939 Wellington, Texas, USA) je americký klavírista a aranžér. Svou profesionální hudební kariéru zahájil poté, co byl roku 1959 propuštěn z armády. Od roku 1970 byl členem souboru TCB Band (nahradil zde Larryho Muhoberace), který působil jako doprovodná skupina zpěváka Elvise Presleyho. Během své kariéry spolupracoval s mnoha dalšími hudebníky, mezi které patří Roy Orbison, John Denver, J. J. Cale, Gram Parsons, Alex Harvey, Rosanne Cash, Emmylou Harris nebo Linda Ronstadt.